# Tomás Giribaldi
Tomás Giribaldi (Montevideo, 18. listopada 1847. – 11. travnja 1930.) bio je urugvajski skladatelj i jedna od urugvajskih povijesnih ličnosti. Njegova opera La Parisina, premijerno izvedena u Kazalištu Solís 14. rujna 1878. u Montevideu, ostala je zapamćena kao prva urugvajska nacionalna opera. Opera je napisana na talijanskom jeziku, a libreto se temelji na djelima talijanskog poete Felicea Romanija. Opera je postigla velik uspjeh ne samo u Urugvaju, već i u susjednoj Argentini i ostalim zemljama Južne Amerike. Veliki uspjeh opere donio mu je ugled, zahvaljujući kojem je bio pozvan u Italiju na glazbeno usavršavanje. No, vratio se u Urugvaj ubrzo nakon što je tek došao u Italiju. Nastavio je pisati opere i operete, ali one nisu nikad postigle značajniji uspjeh od njegove prve La Parisine. Među značajnijim kasnijim operama ističu se Inés de Castro (1884.) i Magda (1905.), koje su dobivale dobre kritike, ali nisu postigle značajniji uspjeh.